# هیوبرت ریوس
هیوبرت ریوس (انگلیسی: Hubert Reeves؛ زاده ۱۳ ژوئیهٔ ۱۹۳۲ – درگذشته ۱۳ اکتبر ۲۰۲۳) یک اخترفیزیکدان اهل کانادا بود.
هیوبرت ریوس در ۱۳ اکتبر ۲۰۲۳، در سن ۹۱ سالگی درگذشت.

## تحصیل و کار
وی در ۱۳ ژوئیه ۱۹۳۲ میلادی در مونترال به دنیا آمد. کودکی خود را در  لری سپری کرد. او در یک کالج معتبر فرانسوی زبان در مونترال تحصیلات پیش دانشگاهی را به اتمام رساند. هیوبرت ریوس در سال ۱۹۵۳ میلادی  کارشناسی فیزیک را از دانشگاه مونترال دریافت کرد. سپس به تحصیلات خود دردانشگاه مک گیل ادامه داد و در سال ۱۹۵۶ پایان‌نامه خود را با عنوان  تشکیل پوزیترونیوم در هیدروژن و هلیوم نوشت و در سال ۱۹۶۰ رسماً به درجه دکترا از دانشگاه  کرنل ارتقاء یافت. پایان‌نامه او مربوط به «واکنش حرارتی هسته ای شامل هسته‌های نور متوسط بود». بعد از اتمام تحصیلات، هیوبرت ریوس از سال ۱۹۶۰میلادی تا سال ۱۹۶۵ در دانشگاه مونترال به تدریس مشغول بود. وی از سال ۱۹۶۵ تا کنون، مدیر تحقیقات در مرکز ملی پژوهش‌های علمی فرانسه بوده‌است.
در حال حاضر، پروفسور هیوبرت ریوس در پاریس اقامت دارد. او اغلب در تلویزیون صحبت می‌کند و به ترویج علم مشغول است.